# Tetrastichus rufiventris
Tetrastichus rufiventris är en stekelart som beskrevs av Jean Risbec 1958. Tetrastichus rufiventris ingår i släktet Tetrastichus och familjen finglanssteklar. Inga underarter finns listade i Catalogue of Life.